# Морское сражение у мыса Бичи-Хед (1707)
Морское сражение у мыса Бичи-Хед (англ. Beachy Head) или Бевезье — морское сражение 13 мая 1707 года во время Войны за испанское наследство, в котором французская эскадра под командованием Клода де Форбена перехватила большой британский конвой, сопровождаемый тремя линейными кораблями, под командованием коммодора барона Уайлда.

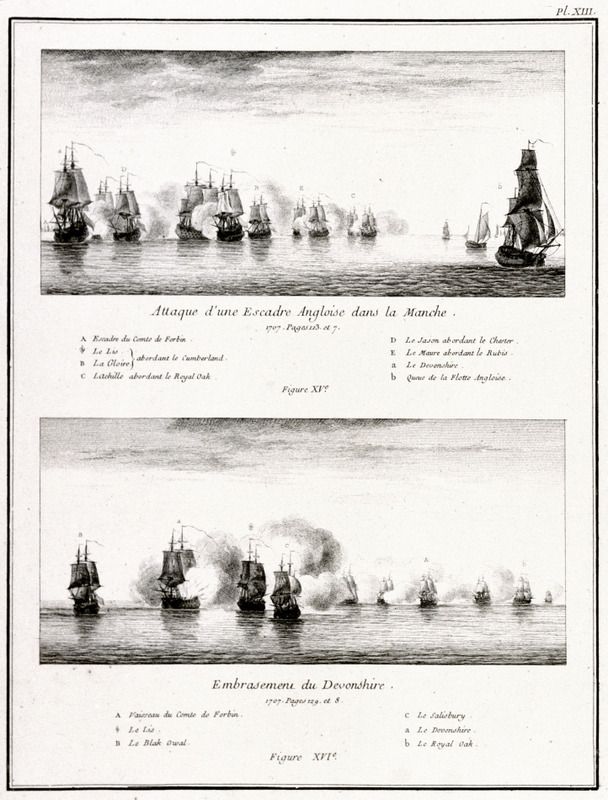
Морское сражение у мыса Бичи-Хед.

1 мая большой конвой, 52 судна, направлявшийся в Вест-Индию, под прикрытием трех линейных кораблей отплыл из Даунса и, находясь в шести лигах западнее Бичи-Хед, встретился с французской эскадрой из Дюнкерка (7 линейных парусников и 6 каперов) под командованием Клода де Форбена.
Бой начался, когда 3 французских корабля («Грифон» (50 орудий), «Блэкол» (54 орудия) и «Дофин» (56 орудий), сцепились с «Хэмптон Кортом» (70 орудий).
Коммодор Уайлд взял в свою линию пять своих крупнейших торговых кораблей и смело встретил атаку французских кораблей. В течение двух с половиной часов с обеих сторон велся сильный огонь.
«Хэмптон Корт» отчаянно сражался и, потеряв своего капитана Клементса, взятый на абордаж. был вынужден сдаться.
Затем «Дофин» энергично атаковал «Графтона» (70 орудий) и, когда к нему присоединились французские корабли «Блэкол» (54 орудия) и «Фидель» (56 орудий), взял на абордаж и захватил его после получасового ожесточенного боя.
60-пушечный «Марс» Клода де Форбена атаковал «Ройял Оук» (76 орудий) коммодора Уайлда. Британскому кораблю с одиннадцатью футами воды в трюме и большими потерями в личном составе удалось спастись, выбросившись на мель, откуда его позже унесло в Даунс.
Французы захватили 21 торговое судно, а также два 70-пушечных линейных кораблей, и отвели их все в Дюнкерк.